# Sant Andreu de la Barca
Sant Andreu de la Barca (em catalão e oficialmente) ou San Andrés de la Barca (em castelhano) é um município da Espanha, na comarca de Baix Llobregat, província de Barcelona, comunidade autónoma da Catalunha. Faz parte da Área Metropolitana de Barcelona, tem 5,53 km² de área e em 2021 tinha 27 175 habitantes (densidade: 4 914,1 hab./km²).